# Monatshefte für Chemie - Chemical Monthly
Le Monatshefte für Chemie - Chemical Monthly (abrégé en Monatsh. Chem.) est une revue scientifique à comité de lecture qui publie des articles de recherche dans tous les domaines de la chimie.
D'après le Journal Citation Reports, le facteur d'impact de ce journal était de 1,222 en 2014. L'actuel directeur de publication est Peter Gärtner.